# Gaj (powiat śremski)

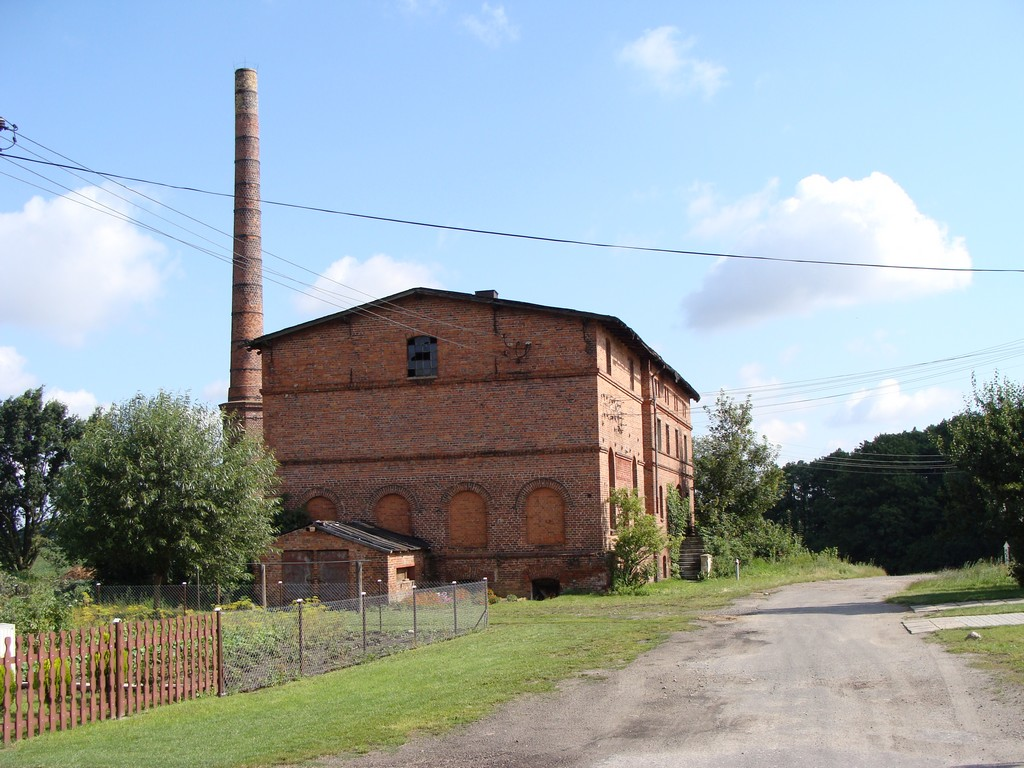
Budynek starej gorzelni

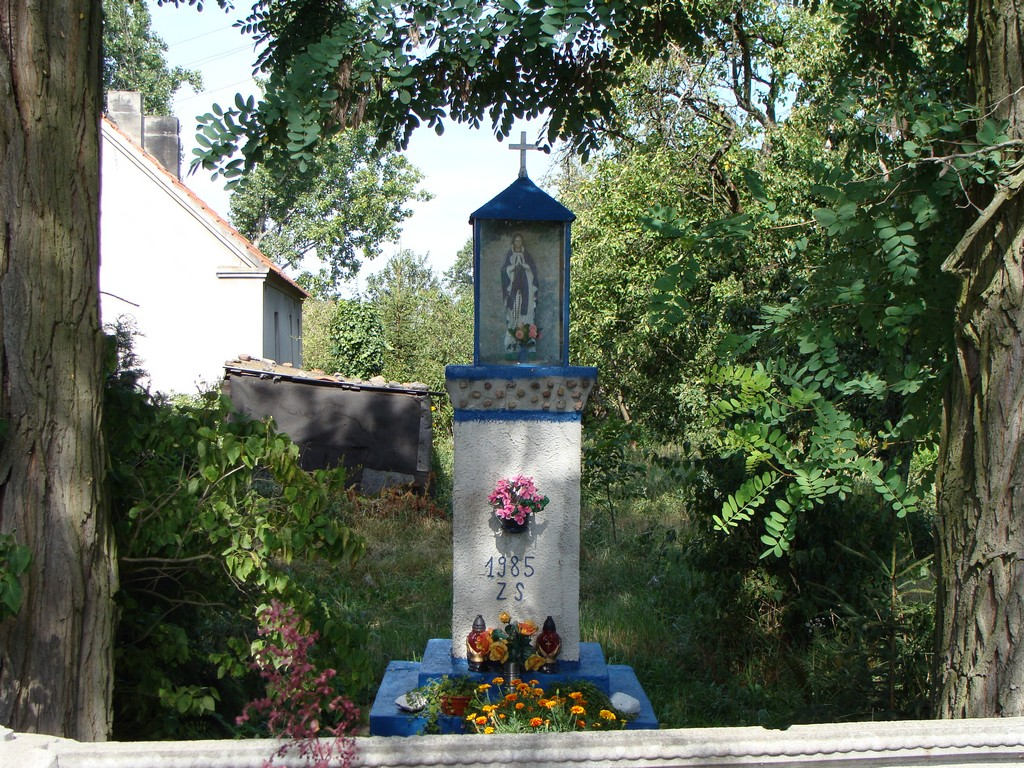
Kapliczka Matki Boskiej Różańcowej

Gaj (dawn. Gaj pod Błociszewem) – wieś w Polsce położona w województwie wielkopolskim, w powiecie śremskim, w gminie Śrem. 
Wieś Gay położona była w 1580 roku w powiecie kościańskim województwa poznańskiego. W latach 1975–1998 miejscowość należała administracyjnie do województwa poznańskiego.
Wieś położona 5 km na zachód od Śremu przy drodze powiatowej nr 3897 do Kościana przez Błociszewo. We wsi znajduje się skrzyżowanie z drogą powiatową nr 4066 do Krzyżanowa i lokalną do Manieczek.
Miejscowość powstała w XIV wieku i należała do Gajewskich i Błociszewskich.
Zabytkiem wsi znajdującym się w gminnej ewidencji zabytków jest zespół folwarczny z początku XIX wieku, w skład którego wchodzą m.in. gorzelnia z 1856, owczarnia, kuźnia, obory i magazyny. Zabytkami są również szkoła z początku XX wieku, zabytkowy dom i zagroda.
Świątkami przydrożnymi wsi jest kapliczka Matki Boskiej Niepokalanie Poczętej z 1987, kapliczka Matki Boskiej Różańcowej z 1985, figura Krzyża świętego i krzyż przydrożny z początku XX wieku przy drodze powiatowej. W Gaju znajduje się schronisko dla zwierząt gminy Śrem.